# Bienvenido Brens
Bienvenido Brens Florimón (Pimentel, 30 de julio de 1925 - Santo Domingo, 18 de enero de 2007) fue un músico popular dominicano.

## Biografía
Fue bautizado por sus padres, el compositor Bienvenido Brens Galán y Mercedes Florimón, con el nombre del padre, de quien heredaría la vena musical. A temprana edad realiza estudios musicales con el profesor Rafael Pimentel. Al terminar el bachillerato, quiso estudiar medicina en la capital dominicana pero la difícil situación económica de su familia le impidió graduarse de médico, por lo que al regresar a su pueblo comienza a tocar el saxo alto, toma lecciones de guitarra por correspondencia y luego comienza a componer.
En el año de 1944, su compatriota y coterráneo Luis Kalaff lo invita a formar parte de su grupo, el trío Los Alegres Dominicanos. Siendo parte de este grupo, también fue intérprete de expresiones folclóricas de su país que se dieron a conocer, gracias a la emisora radial La Voz Dominicana.
Desde finales de los años 40, sus composiciones musicales empiezan a conocerse en las voces de los más destacados intérpretes de América Latina. Una de las primeras y más conocidas fue “Ninfa del alma”, inspirada en su esposa, Celeste Bobadilla. La carrera de Brens fue impulsada por su bolero “Bendito amor” grabado inicialmente por su compatriota Alberto Beltrán y años más tarde por Las Hermanas Lago, el argentino Leo Marini y el trío mexicano Los Tres Diamantes. También el borícua Bobby Capó, en el apogeo de su popularidad grabó el bolero “No, no vuelvo” y “Tú no recuerdas” grabado por Panchito Riset. Estos números impulsaron a Brens a una inicial estelaridad como compositor, situándolo entre los grandes creativos de las Antillas.
Para 1951, se produce otro hito en su carrera cuando el bolerista mexicano Fernando Fernández graba a disco e interpreta en el cine su bolero “Peregrina sin amor”.
En los últimos años de su vida, Brens debió retirarse ante el avance del mal de Parkinson y de Alzheimer, de los cuales venía padeciendo desde años atrás. Dos años antes del fallecimiento de Brens, un medio impreso dominicano se propuso hacer un recuento de lo que había sido su carrera, pero debido a los padecimientos del compositor y músico su memoria resultó tan afectada que debió recurrir a su esposa para realizar este reportaje. Su salud se deterioró aún más al fallecer su esposa. Cuatro días antes de la muerte, le había sido diagnosticada septicemia, mal que le arrancó la vida, finalmente.

## Reconocimientos y homenajes
Bienvenido Brens recibió varios reconocimientos y homenajes por su labor en favor del rescate de la música folclórica dominicana y por la trascendencia de sus composiciones. El primero de estos ocurrió en 1973, cuando el entonces presidente Joaquín Balaguer lo condecoró con la Orden del Mérito de Duarte, Sánchez y Mella en el grado de Caballero. Al año siguiente, la Universidad Autónoma de Santo Domingo le entregó una placa por sus contribuciones con el arte musical dominicano. Incluso, la población dominicana de Samaná lo declaró Hijo Adoptivo.

## Trascendencia
Bienvenido Brens, fue un compositor que logró con sus éxitos el prestigio de la música popular ante el mundo enriqueciendo la música de la República Dominicana con sus canciones en diferentes géneros como Bolero, Balada, Media Tuna, Vals, Salve, Mangulina y Merengue.
Sus composiciones han sido interpretadas por reconocidos cantantes dominicanos e internacionales tales como: Elenita Santos (Reina de la Salve), Lope Balaguer (El Cantantazo), Johnny Ventura, Anthony Ríos, Francis Santana, Niní Cáffaro, Luchy Vicioso, Lucía Félix, Luis Vásquez, Vinicio Franco, Alberto Beltrán, Betty Missiego, José Feliciano, Fernando Fernández, Panchito Rizet, Bobby Capo, Carlos Pizarro, Felipe Rodríguez, Danny Rivera, Leo Marini, Los Panchos, Trío Los Diamantes, el Trío de Johnny Rodríguez, los venezolanos Víctor Piñero y José Luis Rodríguez "El Puma", Las Hermanas Lago entre otros. Entre sus temas el de mayor proyección es "Peregrina Sin Amor" grabado en 14 versiones por reconocidos cantantes nacionales e internacionales. Quizás una de sus canciones más conocidas se la inmortalizada por José Feliciano "la cárcel de sing sin" uno de sus más grandes éxitos al inicio de su carrera en 1965